# Niels Lauritz Høyen
Niels Lauritz Andreas Høyen (4 de junio de 1798 - 29 de abril de 1870) fue un crítico de arte danés, considerado el primero de su país. Promovió un enfoque nacionalista en sus artículos y conferencias, ejerciendo una gran influencia en algunos artistas de su tiempo. Su trabajo en varias instituciones culturales fue asimismo una guía del arte danés de mediados del siglo XIX.